# Conthey
Conthey (tyska: Gundis) är en ort och kommun i distriktet Conthey i kantonen Valais i Schweiz. Kommunen har 9 073 invånare (2023).
Kommunen består, förutom av huvudorten Conthey, även av orterna Aven, Châteauneuf, Daillon, Erde, Le Bourg, Premploz, Sensine, St-Séverin och Vens.

## Demografi
Kommunen Conthey har 9 073 invånare (2023). En majoritet (88,1 %) av invånarna är franskspråkiga (2014). 74,3 % är katoliker, 4,3 % är reformert kristna och 21,4 % tillhör en annan trosinriktning eller saknar en religiös tillhörighet (2014).
| Ort        | Invånare 31 dec 2021 |
| ---------- | -------------------- |
| Aven       | 561                  |
| Erde       | 590                  |
| Premploz   | 840                  |
| Daillon    | 392                  |
| Sensine    | 327                  |
| St-Séverin | 153                  |
| Le Bourg   | 68                   |
| Vens       | 87                   |
| Conthey    | 2 933                |
| Châteauneu | 2 861                |

| Befolkningsutvecklingen i Conthey 1850–2020 | Befolkningsutvecklingen i Conthey 1850–2020 | Befolkningsutvecklingen i Conthey 1850–2020 | Befolkningsutvecklingen i Conthey 1850–2020 | Befolkningsutvecklingen i Conthey 1850–2020 |
| ------------------------------------------- | ------------------------------------------- | ------------------------------------------- | ------------------------------------------- | ------------------------------------------- |
|                                             |                                             |                                             |                                             |                                             |
| År                                          |                                             |                                             | Folkmängd                                   |                                             |
| 1850                                        | 1850                                        |                                             | 2 488                                       |                                             |
| 1860                                        | 1860                                        |                                             | 2 624                                       |                                             |
| 1870                                        | 1870                                        |                                             | 2 297                                       |                                             |
| 1880                                        | 1880                                        |                                             | 2 559                                       |                                             |
| 1888                                        | 1888                                        |                                             | 2 698                                       |                                             |
| 1900                                        | 1900                                        |                                             | 2 920                                       |                                             |
| 1910                                        | 1910                                        |                                             | 3 084                                       |                                             |
| 1920                                        | 1920                                        |                                             | 3 177                                       |                                             |
| 1930                                        | 1930                                        |                                             | 3 204                                       |                                             |
| 1941                                        | 1941                                        |                                             | 3 449                                       |                                             |
| 1950                                        | 1950                                        |                                             | 3 485                                       |                                             |
| 1960                                        | 1960                                        |                                             | 3 563                                       |                                             |
| 1970                                        | 1970                                        |                                             | 4 259                                       |                                             |
| 1980                                        | 1980                                        |                                             | 4 828                                       |                                             |
| 1990                                        | 1990                                        |                                             | 5 853                                       |                                             |
| 2000                                        | 2000                                        |                                             | 6 261                                       |                                             |
| 2010                                        | 2010                                        |                                             | 7 686                                       |                                             |
| 2020                                        | 2020                                        |                                             | 8 857                                       |                                             |
|                                             |                                             |                                             |                                             |                                             |